# Батлер (Индијана)
Батлер (енгл. Butler) град је у америчкој савезној држави Индијана.

## Демографија
По попису из 2010. године број становника је 2.684, што је 41 (-1,5%) становника мање него 2000. године.
| Група             | 2000.         | 2010.         |
| Белци             | 2.632 (96,6%) | 2.520 (93,9%) |
| Афроамериканци    | 4 (0,1%)      | 13 (0,5%)     |
| Азијати           | 3 (0,1%)      | 6 (0,2%)      |
| Хиспаноамериканци | 61 (2,2%)     | 115 (4,3%)    |
| Укупно            | 2.725         | 2.684         |